# حسگر گرانش بی

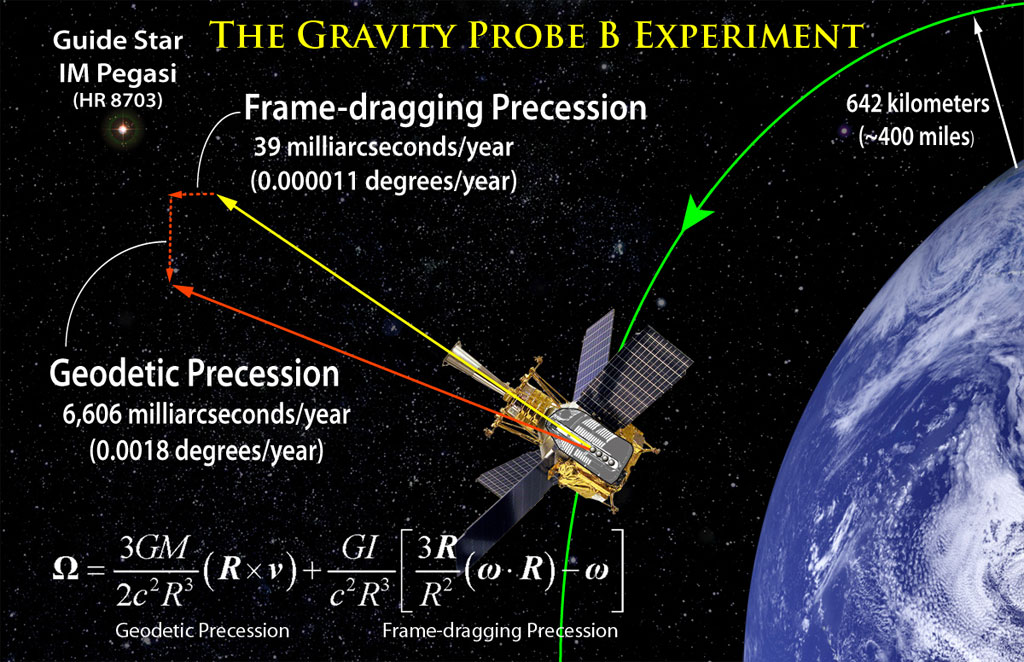
شرح تصویری نحوه عملکرد حسگر گرانشی B

حسگر گرانش بی (به انگلیسی: (Gravity Probe B (GP-B) نام مأموریتی است که طی آن ماهواره‌ای برای اندازه‌گیری انحنای فضازمان در سال ۲۰۰۴ به فضا فرستاده شد. بخش پرواز ماهواره تا ۲۰۰۵ طول کشید و تحلیل داده‌ها تا دسامبر سال ۲۰۱۰ طول کشید. نتایج حاصله در سایتی که به همین منظور طراحی شده بود منتشر شد. Gravity Probe B : Outcome.